# The Conjuring: The Devil Made Me Do It
The Conjuring: The Devil Made Me Do It (también conocida como The Conjuring 3, titulada El Conjuro 3: El Diablo me obligó a hacerlo en Hispanoamérica y Expediente Warren: Obligado por el demonio en España) es una película estadounidense de terror sobrenatural de 2021, dirigida por Michael Chaves a partir de un guion de David Leslie Johnson-McGoldrick. La película es una secuela de The Conjuring (2013) y The Conjuring 2 (2016), siendo así la séptima entrega de la franquicia The Conjuring Universe. Patrick Wilson y Vera Farmiga vuelven a interpretar sus papeles protagonistas como los investigadores paranormales Ed y Lorraine Warren, con James Wan y Peter Safran coproduciendo el proyecto.
The Conjuring: The Devil Made Me Do It comenzó su producción el 3 de junio de 2019 y estaba programada para ser estrenada en los Estados Unidos el 11 de septiembre de 2020 por Warner Bros. y New Line Cinema, pero a causa de la pandemia de COVID-19, Warner decidió retrasar su fecha de estreno hasta el 4 de junio de 2021.

## Argumento
En 1981, los demonólogos Ed y Lorraine Warren documentan el exorcismo de David Glatzel, un niño de 8 años, al que asisten su familia, su hermana Debbie, el novio de ésta, Arne Johnson, y el padre Gordon, en la ciudad de Brookfield, Connecticut. Durante el exorcismo, Arne invita al demonio a entrar en su cuerpo en lugar del de David, para liberar al niño de su carga. Ed es testigo de cómo el demonio se transporta del cuerpo de David al de Arne mientras éste sufre un ataque al corazón y es trasladado a un hospital en estado comatoso.
Al mes siguiente, Ed se despierta en el hospital y le revela a Lorraine que fue testigo de la entrada del demonio en el cuerpo de Arne. Ella envía a la policía a la perrera y les advierte que allí ocurrirá una tragedia. Arne y Debbie regresan a su apartamento situado encima de una perrera donde trabaja Debbie. Tras sentirse mal, Arne asesina a su casero, Bruno Sauls, apuñalándolo 22 veces bajo la influencia de una posesión demoníaca. Con el apoyo de los Warren, su caso se convierte en el primer juicio por asesinato en Estados Unidos en el que se alega la posesión demoníaca como defensa, lo que da lugar al inicio de una investigación sobre la posesión original de David. Más tarde, los Warren descubren una maldición satánica transmitida a través de un tótem de bruja, y se reúnen con Kastner, un ex sacerdote que anteriormente trató con la secta de los Discípulos del Carnero. Él les dice que un ocultista había dejado intencionadamente el tótem, lo que provocó la creación de una maldición sobre los Glatzel, causando la posesión de David.
Los Warren viajan a Danvers, Massachusetts, para investigar la muerte de una joven llamada Katie Lincoln, que también fue apuñalada 22 veces. Los detectives habían encontrado un tótem en la casa de Jessica Strong, la amiga de Katie, que ha desaparecido. Lorraine inicia una visión para recrear el asesinato y descubre que Jessica había apuñalado a Katie bajo la influencia de una posesión demoníaca, antes de saltar a su muerte desde un acantilado, lo que permite a los detectives recuperar su cuerpo. Los Warren viajan a la funeraria donde descansa su cuerpo y Lorraine toca la mano del cadáver para ayudar a encontrar la ubicación de la ocultista. Lorraine, en una visión, viaja por un túnel oscuro y es testigo de cómo la ocultista intenta que Arne se suicide, pero la detiene justo a tiempo. Lorraine es amenazada por la ocultista y le dice a Ed que la conexión funciona en ambos sentidos, por lo que la bruja también puede verla. Entonces la bruja envía a otro cuerpo de la mogue a matar a Lorraine pero Ed alcanza a remover la mano de Lorraine del cadáver y el zombie cae al suelo. 
Los Warren regresan a su casa de Connecticut para seguir investigando. Ed pierde brevemente el conocimiento y más tarde es influenciado por la ocultista para matar a Lorraine, pero Drew lo detiene a tiempo. Más tarde encuentran el tótem en su casa, que estaba escondido dentro de un jarrón de rosas negras. Drew le entrega a Ed un libro de brujería stregheriana que ha encontrado, y le dice que para que la maldición sea levantada, el altar en el que opera la ocultista debe ser destruido. Cuando se dan cuenta de que Katie asistió a la cercana Universidad de Fairfield, empiezan a suponer que la ocultista está operando en la zona. Lorraine vuelve a pedir ayuda a Kastner, y éste le revela que ha criado a una hija llamada Isla, violando el requisito de celibato clerical de la Iglesia Católica. Le dice a Lorraine que durante su investigación, su fascinación por el ocultismo creció, convirtiéndose más tarde en ocultista. Kastner le da a Lorraine acceso a los túneles donde localiza el altar y luego es encontrado por la ocultista, quien lo mata. Ed no tarda en llegar y encuentra la forma de entrar en los túneles a través de un agujero de desagüe cerrado, rompiendo el candado con un mazo. Es poseído brevemente por el demonio e intenta matar a Lorraine, pero ella le recuerda el momento en que se conocieron, recordándole su amor. Ed recupera la conciencia y destruye el altar, salvándose a sí mismo, a Lorraine y a Arne. La ocultista llega a su altar roto, sólo para ser asesinada por el demonio que había invocado, después de fallar en completar la maldición.
Ed coloca la copa del altar en su habitación de artefactos, junto con el cuadro de Valak y la muñeca Annabelle. Arne es condenado por homicidio pero acaba cumpliendo sólo cinco años de su condena, y se casa con Debbie mientras está en prisión. Ed le muestra a Lorraine una réplica de la glorieta en la que se besaron por primera vez.

## Reparto
- Vera Farmiga como Lorraine Warren.
  - Megan Ashley Brown como la joven Lorraine Warren.
- Patrick Wilson como Ed Warren.
  - Mitchell Hoog como el joven Ed Warren.
- Ruairi O'Connor como  Arne Cheyenne Johnson.
- Sarah Catherine Hook como Debbie Glatzel.
- Julian Hilliard como David Glatzel.
- John Noble como el padre Kastner.
- Eugenie Bondurant como Isla Kastner.
- Shannon Kook como Drew Thomas.
- Ronnie Gene Blevins como Bruno Sauls.
- Keith Arthur Bolden como el sargento Clay.
- Steve Coulter como el Padre Gordon.[8]
- Vince Pisani como el Padre Newman.
- Ingrid Bisu como Jessica Louise Strong.
- Andrea Andrade como Katie Lincoln.
- Stacy Johnson
- Davis Osborne como John Beckett.
- Ashley LeConte Campbell como Meryl Dewitt.
- Sterling Jerins como Judy Warren.
- Paul Wilson como Carl Glatzel.
- Charlene Amoia como Judy Glatzel.
- Mark Rowe como el Sargento Thomas.
- Kaleka como Líder del Jurado.
- Stella Doyle como la Sra. Haskett
- Fabio William como Bill Ramsey.
- Alexander Ludwig como Demonio #1

## Producción

### Desarrollo
En 2016, preguntado por otras posibles secuelas del universo de The Conjuring, James Wan declaró: "Podría haber muchas más películas de The Conjuring porque los Warren tienen muchas historias". Los guionistas Chad y Carey Hayes también habían expresado interés en trabajar en una historia para otra secuela. Sin embargo, Wan declaró que tal vez no podría dirigir la película debido a sus compromisos con otros proyectos. Hablando con Collider, dijo: "Suponiendo que tengamos la suerte de hacer un tercer capítulo, hay otros cineastas que me encantaría que continuaran en el mundo de The Conjuring". Wan también había señalado que, si se hiciera una tercera película, lo ideal sería que tuviera lugar en los años ochenta. Más tarde declaró que la secuela podría incluir la licantropía: "Tal vez podamos ir y hacerlo al estilo clásico de Un hombre lobo americano en Londres. [...] Los Warren se pondrían en el contexto de El sabueso de los Baskerville". En mayo de 2017, Safran dijo que sería improbable que una tercera parte tratara un caso de "casa encantada".
En junio de 2017, se anunció que se estaba desarrollando una tercera entrega con el coescritor de The Conjuring 2, David Leslie Johnson-McGoldrick, contratado para escribir el guion. En agosto de 2017, Wan dijo a Entertainment Weekly que los realizadores "han estado trabajando duro en The Conjuring 3", y que "estamos en mitad del trabajo en el guion. Queremos asegurarnos de que este guion sea realmente bueno. Con la cantidad de personas que han amado las dos primeras de The Conjuring, no quiero precipitarme en la tercera si es posible". Para septiembre del año siguiente, el productor Peter Safran declaró que el guion estaba casi terminado y que la producción comenzaría en algún momento durante 2019. En mayo de 2019, se reveló que James Wan había coescrito la historia junto con David Leslie Johnson-McGoldrick.

### Preproducción
En octubre de 2018, se anunció que The Conjuring 3 no sería dirigida por Wan, sino que sería dirigida por el director de The Curse of La Llorona Michael Chaves. Wan declaró que estaba impresionado mientras trabajaba con él en The Curse of La Llorona. En diciembre de 2018, Wan confirmó los detalles de la trama de la película. Wan habló con Bloody Disgusting, diciendo: "Creo que es la primera vez en la historia de Estados Unidos que el acusado usó sus posesiones como una razón, como una excusa". En octubre de 2019, Joseph Bishara-quien compuso las partituras de The Conjuring, Annabelle, The Conjuring 2, The Curse of La Llorona y Annabelle Comes Home- confirmó que volvería para realizar la música de esta tercera película de The Conjuring. En diciembre de 2019, se reveló el título oficial de la película, The Conjuring: The Devil Made Me Do It.

### Casting
En diciembre de 2018, se confirmó que Patrick Wilson y Vera Farmiga volverían a interpretar sus papeles como Ed y Lorraine Warren, respectivamente, de The Conjuring y The Conjuring 2. En agosto de 2019, la actriz Megan Ashley Brown anunció que ella y Mitchell Hoog interpretarían a los jóvenes Ed y Lorraine Warren, respectivamente. En diciembre de 2019, Sterling Jerins, Julian Hilliard, Sarah Catherine Hook y Ruairi O'Connor fueron confirmados como parte del reparto de la película por el director Chaves.

### Filmación
The Conjuring: The Devil Made Me Do It entró en producción el 4 de junio de 2019, y la filmación tuvo lugar en Atlanta, Georgia. El 15 de agosto de 2019, Farmiga anunció en su cuenta de Instagram que había terminado de filmar sus escenas para la película y que la filmación había terminado después de 74 días.
Durante la producción, Michael Chaves optó por eliminar a un antagonista demoníaco, interpretado por Davis Osbourne. Se suponía que el personaje iba a trabajar con la ocultista, pero Chaves creía que “el demonio no encajaba en la trama” y en su lugar le dio a Osbourne un papel como paciente de la enfermería. Más tarde, Chaves señaló que el ente demoníaco que eliminó, es el que atormentó a David Glaztel en una de las escenas de la película.

## Estreno
El estreno de The Conjuring: The Devil Made Me Do It estaba inicialmente previsto para el 11 de septiembre de 2020, pero se retrasó debido a la pandemia de COVID-19, por lo que finalmente se estrenó en el Reino Unido el 26 de mayo de 2021 y en Estados Unidos el 4 de junio de 2021, distribuida por Warner Bros. Pictures y New Line Cinema. En Estados Unidos, como parte de sus planes para todas sus películas de 2021, Warner Bros. también estrenó la película simultáneamente en el servicio HBO Max durante un período de un mes, tras el cual se retira del servicio hasta el período normal del calendario de estrenos en el hogar.

### Marketing
El 8 de diciembre de 2019, Warner Bros. Pictures dio a conocer el logotipo oficial de la película, junto con un avance exclusivo de la película en Comic Con Experience 2019. El 26 de octubre de 2020, Warner Bros. lanzó un vídeo titulado "Faith & Fear: The Conjuring  Universe Behind the Scenes", en el que se mostraban las primeras imágenes de esta tercera entrega.  El 22 de abril de 2021, se publicó el primer tráiler oficial de la película.

## Recepción

### Taquilla
Al 16 de agosto de 2021, The Conjuring: The Devil Made Me Do It había recaudado $65.5 millones en Estados Unidos y Canadá, y $133.7 millones en otros territorios, para un total mundial de $199.2 millones.
En Estados Unidos, la película se estrenó junto a Spirit Untamed, y se preveía que recaudaría entre $15 y 20 millones de dólares en 3100 cines en su fin de semana de apertura. La película consiguió $9.8 millones en su primer día, aumentando las estimaciones hasta los $25-27 millones de dólares. Acabó debutando con $24 millones de dólares, la segunda más baja del Universo The Conjuring, pero aun así encabezando la taquilla a pesar de estar también disponible en HBO Max sin coste adicional.

### Crítica
En el agregador de críticas Rotten Tomatoes, el 58% de las 176 reseñas de la película son positivas, con una calificación media de 5.8/10. El consenso de los críticos del sitio web dice: "The Devil Made Me Do It representa un bajón para el núcleo de las películas de The Conjuring, aunque Vera Farmiga y Patrick Wilson mantienen al público interesado". En el sitio web Metacritic, la película tiene una puntuación media ponderada de 53 sobre 100 basada en 35 críticos, lo que indica "críticas mixtas o medias". El público encuestado por CinemaScore dio a la película una nota media de "B+" en una escala de A+ a F, mientras que PostTrak informó que el 78% de los miembros de la audiencia le dio una puntuación positiva, con un 58% diciendo que definitivamente la recomendaría.
Carlos Aguilar, de TheWrap, escribió: "The Devil Made Me Do It se abre con una perturbadora secuencia, ambientada en 1981, que es la parte más aterradora de la saga sobrenatural hasta la fecha. Eso no quiere decir que las casi dos horas que siguen estén desprovistas de tensión y de sustos bien calculados, pero el caos y la malevolencia que se muestran desde el principio no tienen parangón". En su crítica para Variety, Owen Gleiberman alabó las interpretaciones de Wilson y Farmiga, pero escribió: "La nueva película carece de ese elemento cinético de casa encantada. Es la más sombría y meditativa y menos agresiva de las películas de The Conjuring".
De The Hollywood Reporter, David Rooney dijo: "Esta ofrece mucha diversión escabrosa y algunos sustos genuinos. Pero la base de la espiritualidad oscura que hizo que las anteriores entradas centradas en los Warren fueran tan convincentes se diluye, a pesar del fiable y digno doblete de Vera Farmiga y Patrick Wilson".

## Futuro

### Secuela
En octubre de 2022 se confirmó una secuela con David Leslie Johnson-McGoldrick contratado para escribir el guion con James Wan y Peter Safran regresando como productores. Wan confirmó más tarde que Patrick Wilson y Vera Farmiga regresarán para repetir sus respectivos papeles como Ed y Lorraine Warren. En abril de 2023, Warner Bros reveló que la secuela se titulará: El Conjuro 4: Los últimos ritos. En septiembre de 2023, Michael Chaves declaró que el trabajo en el guion continuaba.